# 1941 في رومانيا
فيما يلي قوائم الأحداث التي وقعت خلال عام 1941 في رومانيا.

## رياضة
- 31 أغسطس – دوري الدرجة الأولى الروماني 1940–41 الفائز نادي دينامو أوراشول ستالين.

## مواليد

### يناير
- 26 يناير – جورج غروس لاعب كرة قدم أمريكية من الولايات المتحدة الأمريكية.

### فبراير
- 4 فبراير – شيربان كانتاكوزينو ممثل روماني.

### مارس
- 29 مارس – فيوليتا أندري ممثلة رومانية.

### أبريل
- 4 أبريل – توماس بيفل كاتب روماني.
- 6 أبريل – جورج زامفير
- 9 أبريل – إنغو غلاس نَحّات ألماني.

### مايو
- 7 مايو – ايمري ناغي مبارز بالسيف كندي.
- 21 مايو – جيرترود باومستارك

### يونيو
- 14 يونيو – فيوريل بي باربو رياضياتي روماني.
- 19 يونيو – ايرينا بيتريسكو ممثلة رومانية.

### سبتمبر
- 8 سبتمبر – دان كو لاعب كرة قدم روماني.
- 20 سبتمبر – كوستنتين سيوتش

### ديسمبر
- 25 ديسمبر – إيوان أليكساندرو شاعر روماني.

## وفيات

### يناير
- 31 يناير – جوسيف بيكون (مواليد 1857) طبيب نمساوي.

### فبراير
- 4 فبراير – ديفيد ايمانويل (مواليد 1854) رياضياتي روماني.

### أغسطس
- 6 أغسطس – إيزابيلا سادوفينو إيفان (مواليد 1870) كاتبة رومانية.

### سبتمبر
- 18 سبتمبر – والتر أدولف (مواليد 1913) طيار بطل روماني.